# Luis Miguel Reyes
Luis Miguel Reyes Asmarats (Barcelona, 22 de septiembre de 1958) es un piloto español de deportes del motor que ha sido compitiendo con éxito -primero en motociclismo y después en automovilismo- desde 1977, año en que debutó en la entonces popular Copa Ossa 250 y la ganó con apenas diecinueve años. Desde entonces, formó parte de la élite catalana de motociclismo de velocidad, habiendo competido en el Campeonato del Mundo entre 1983 y 1990. Después de casi veinte años compitiendo en motocicletas, en 1996 debutó en competiciones de automovilismo también con éxito, siendo todavía actualmente uno de los más destacados pilotos en activo de automóviles de categoría Gran turismo.
Desde hace años, compagina la competición con otras facetas del mundo del motor, como por ejemplo el periodismo especializado y la organización de acontecimientos y cursillos de conducción deportiva.

## Trayectoria deportiva

### Motociclismo
Siguiendo los pasos de su hermano Joaquín (piloto de rallys que se había iniciado también en competición en motociclismo) Luis Miguel se apuntó al campeonato de promoción "Copa Ossa 250", contando con el patrocinio del taller barcelonés Pit Stop. Después de ganar la Copa con autoridad (30 puntos de ventaja sobre el segundo clasificado, Daniel Boquet) al año siguiente -1978- debuta en el Campeonato de España de 250cc con una Yamaha, consiguiendo ya de entrada el subcampeonato.  Durante unos años más, siguió compitiendo carreras nacionales de velocidad y de resistencia, obteniendo dentro de esta última especialidad éxitos como por ejemplo dos victorias a las 24 horas de Montjuic (1983 y 1984, como piloto oficial de Ducati) y un título de Campeón de España de Resistencia (1983). En marzo de 1981 fue el primer español en puntuar en el Campeonato de Europa, merced a su noveno puesto en la categoría de 250 cc en la prueba inaugural del mismo, celebrada en Mugello
La temporada de 1983 debutó al Campeonato del Mundo de 250cc, pasando a la cilindrada de 80cc con una Autisa el 1986. La temporada siguiente, 1987, fue su mejor al Mundial, puesto que acabó séptimo después de haber conseguido dos cuartos lugares (uno en el GP de los Países Bajos y el otro en el GP del Reino Unido).
Después de estos resultados alentadores, en 1988 entró al equipo oficial de Garelli para disputar el Mundial de 125cc junto al campeón del mundo Fausto Gresini, pero tuvo la mala suerte que aquel año las Garelli iban muy faltas de potencia y no pasó del decimocuarto lugar final.

### Automovilismo
Una vez se retiró del motociclismo debutó en competiciones de automovilismo, obteniendo importantes éxitos como por ejemplo los campeonatos nacionales Copa Citroën Saxo, Copa Nacional Renault Clio", la Supercopa SEAT León o la MINI Challenge España, junto con varios podios en las 24 Horas de Barcelona o los 1000 km Hyundai. Ha participado también en varias ediciones del Campeonato FIA GT y del Campeonato de España de GT pilotando un Ferrari.

## Periodismo
Luis Miguel Reyes trabaja como periodista especializado y como director de los números especiales de la revista Solo Auto Sport, colaborando desde la década de 1990 con el grupo editorial Alesport, dentro del cual ha sido jefe del departamento de pruebas de la revista Solo Moto, así como director y creador de diferentes acontecimientos: Fun & Endurance, Supermoto Cup KTM, Critèrium Derbi y varios cursillos de conducción de motociclismo.

## Palmarés

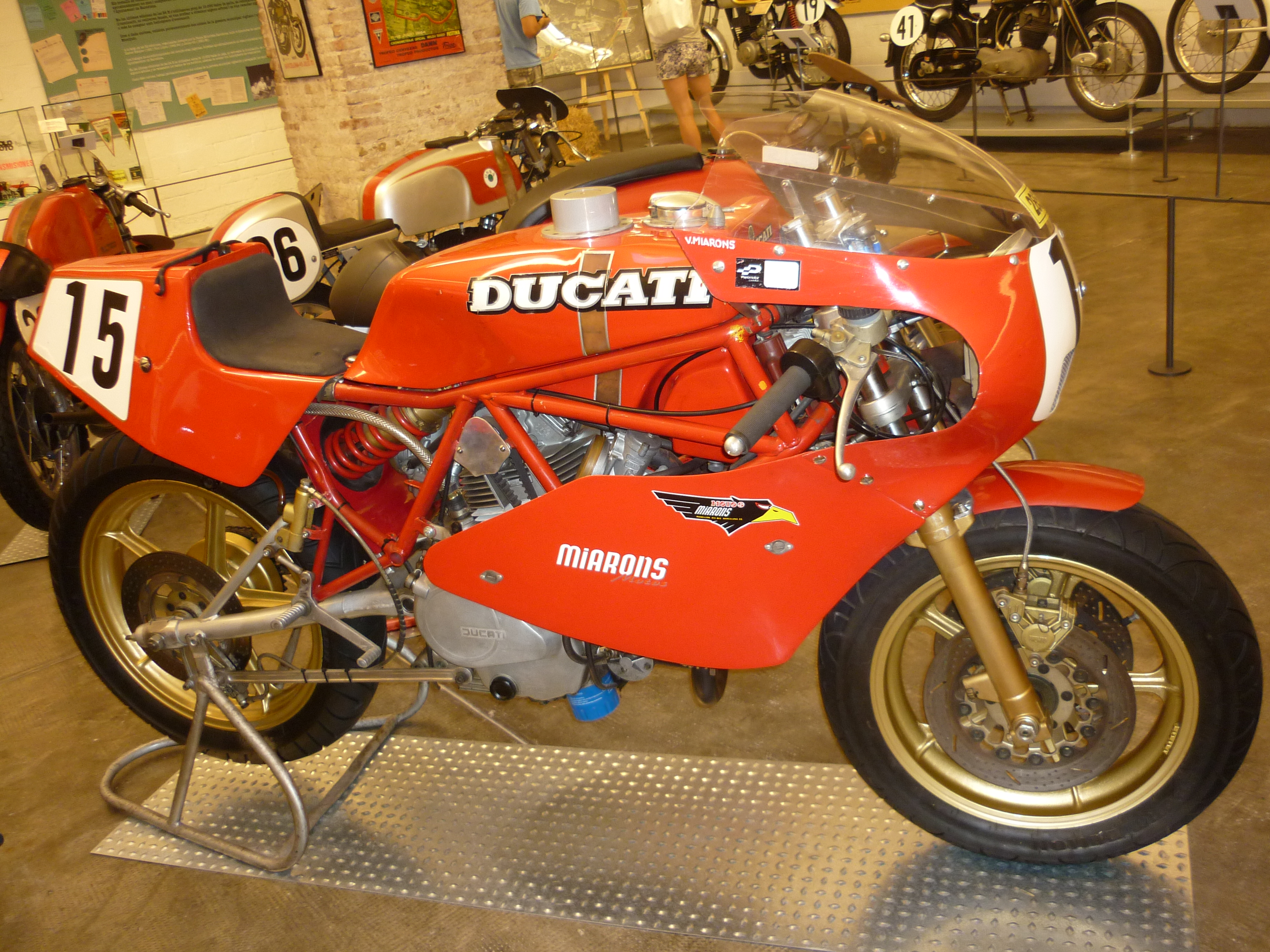
La Ducati con que ganó las 24 Horas de Montjuic el 1983, con Min Grau y Quique De Juan

### Motociclismo
- Campeón Copa Ossa 250 cc (1977)
- Subcampeón de España de Velocidad 250 cc (1978)
- Campeón de España de Resistencia 750 cc (1984)
- Ganador del Superprestigio Internacional 250 cc (1981)
- Ganador de las 24 Horas de Montjuic en 2 ocasiones (1983 y 1984)
- Piloto profesional del campeonato del mundo velocidad de 1985 a 1990[9]

### Automovilismo
- Campeón de España Citroën Saxo Cup 1999
- Campeón Copa Renault Clio 2001
- Segundo clasificado 24 horas de Montmeló 2002
- Campeón Supercopa Seat León 2003
- Euro Cup Megane Trophy 2005
- Segundo clasificado a la Cursa de Campeones (Motor Show Festival 2005)
- Participación en el Campeonato FIA GT
- Participación en el Campeonato de España GT
- Campeón de la MINI Challenge España 2011

## Resultados en el Campeonato del Mundo de Motociclismo
Sistema de puntuación desde 1969 hasta 1987:
| Posición | 1.º | 2.º | 3.º | 4.º | 5.º | 6.º | 7.º | 8.º | 9.º | 10.º |
| Puntos   | 15  | 12  | 10  | 8   | 6   | 5   | 4   | 3   | 2   | 1    |

Sistema de puntuación desde 1988 hasta 1991:
| Posición | 1.º | 2.º | 3.º | 4.º | 5.º | 6.º | 7.º | 8.º | 9.º | 10.º | 11.º | 12.º | 13.º | 14.º | 15.º |
| Puntos   | 20  | 17  | 15  | 13  | 11  | 10  | 9   | 8   | 7   | 6    | 5    | 4    | 3    | 2    | 1    |

| Año     | Cat.  | Moto         | 1       | 2       | 3       | 4       | 5      | 6       | 7       | 8      | 9       | 10      | 11      | 12      | 13      | 14      | 15    | Pts. | Pos. |
| ------- | ----- | ------------ | ------- | ------- | ------- | ------- | ------ | ------- | ------- | ------ | ------- | ------- | ------- | ------- | ------- | ------- | ----- | ---- | ---- |
| 1982    | 250cc | JJ Cobas     | FRA -   | ESP DNQ | NAT -   | NED -   | BEL -  | YUG -   | GBR -   | SWE -  | FIN -   | CZE 26  | RSM Ret | GER -   |         |         |       | 0    | -    |
| 1983    | 250cc | Arbizu-Rotax | RSA -   | FRA -   | NAT -   | ALE -   | ESP 17 | AUT -   | YUG DNQ | NED -  | BEL -   | GBR DNQ | SUE -   |         |         |         |       | 0    | -    |
| 1984    | 250cc | Honda        | RSA -   | NAC -   | ESP 23  | AUT DNQ | ALE -  | FRA DNQ | YUG DNQ | NED -  | BEL -   | GBR -   | SUE -   | RSM -   |         |         |       | 0    | -    |
| 1985    | 250cc | JJ Cobas     | RSA 20  | ESP 7   | ALE 7   | NAC Ret | AUT -  | YUG -   | NED 21  | BEL 12 | FRA 10  | GBR DNS | SUE Ret | RSM DNS |         |         |       | 9    | 17.º |
| 1986    | 80cc  | Autisa       | ESP Ret | NAC 11  | ALE 10  | AUT Ret | YUG 10 | NED Ret |         |        | GBR Ret |         | RSM Ret | BWU -   |         |         |       | 2    | 22.º |
| 1987    | 80cc  | Autisa       |         | ESP 5   | ALE 12  | NAC 9   | AUT 9  | YUG Ret | NED 4   |        | GBR 4   |         | CHE 6   | RSM Ret | POR Ret |         |       | 31   | 7.º  |
| 1988    | 125cc | Garelli      |         |         | ESP Ret |         | NAC 6  | ALE 9   | AUT DNQ | NED 16 | BEL Ret | YUG 8   | FRA 7   | GBR Ret | SUE Ret | CHE Ret |       | 34   | 14.º |
| 1989    | 125cc | Honda        | JAP 14  | AUS 9   |         | ESP 10  | NAC 11 | ALE 13  | AUT Ret |        | NED Ret | BEL 18  | FRA 8   | GBR 12  | SUE DNQ | CHE -   |       | 35   | 13.º |
| 1990    | 125cc | Gazzaniga    | JAP -   |         | ESP -   | NAC -   | ALE -  | AUT -   | YUG -   | NED -  | BEL -   | FRA 22  | GBR 26  | SUE Ret | CHE 20  | HUN -   | AUS - | 0    | -    |
| Fuente: |       |              |         |         |         |         |        |         |         |        |         |         |         |         |         |         |       |      |      |